# Édouard Monnais
Désiré-Guillaume-Édouard Monnais (Parigi, 27 maggio 1798 – Parigi, 25 febbraio 1868) è stato un drammaturgo e giornalista francese.

## Biografia

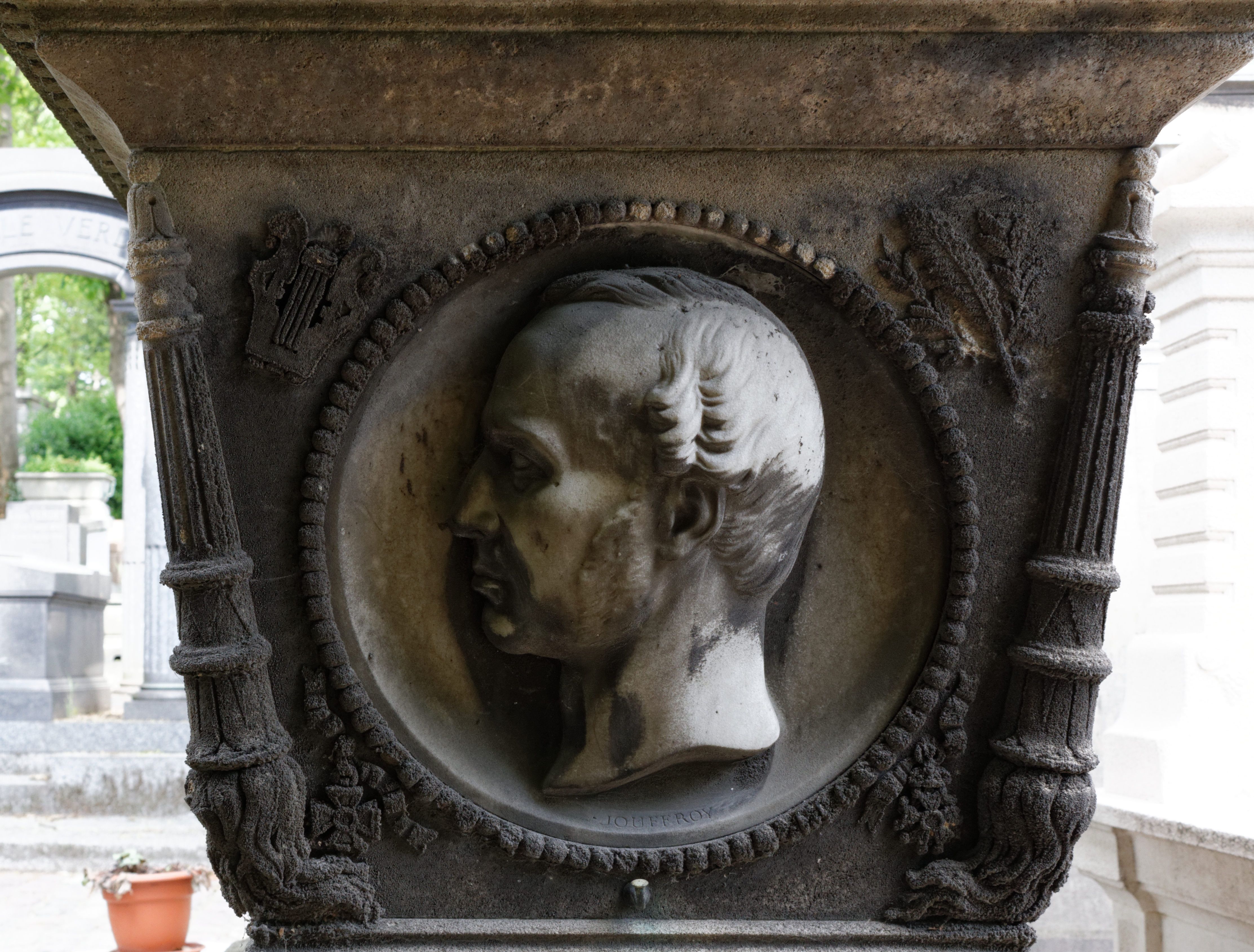
Tomba nel cimitero di Père-Lachaise.

Avvocato al foro di Parigi, si dedicò alla letteratura e al giornalismo prima di ottenere un incarico al Ministero dell'Interno nel 1836, dove nel 1838 divenne Commissario Reale dei Reali Teatri Lirici. Dal 1839 al 1847 fu condirettore dell'Opera di Parigi con Henri Duponchel, allora Commissario Imperiale per i Teatri Lirici e il Conservatorio.
Ha collaborato in particolare con la Revue et gazette musicale de Paris e il Courrier français, dove ha descritto le opere di Honoré de Balzac come poesie in prosa. A volte scriveva sotto lo pseudonimo di Paul Smith.
Nell'edizione del 9 marzo 1868 del Journal des Débats,, in occasione della scomparsa di Monnais, il famoso critico teatrale Jules Janin ha reso un vibrante omaggio all'esemplare carriera giornalistica del suo collega Edouard Monnais.
È sepolto nel cimitero di Père-Lachaise (55ª divisione).

## Onorificenze
- Cavaliere della Legion d'Onore (decreto del 10 dicembre 1849)[3].

## Opere
- 1826: Midi, ou l'Abdication d'une femme, commedia-vaudeville en 1 atto, con Paul Duport e Amable de Saint-Hilaire;
- 1827: Le Futur de la grand'maman, commedia in 1 atto, mista a distici, con Achille e Armand d'Artois;[4][5]
- La Première cause, ou le Jeune avocat, commedia-vaudeville in 1 atto, con Paul Duport;
- 1830: La Contre-lettre, ou le Jésuite, dramma in 2 atti, misto a canti, con Paul Duport;
- 1830: La Demande en mariage, ou le Jésuite retourné, commedia-vaudeville in 1 atto, con Emmanuel Arago e Armand d'Artois;
- 1830: Les Trois Catherine, scene storiche del regno di Enrico VIII, vaudeville in 3 tempi, con Paul Duport, musica di Adolphe-Charles Adam e Casimir Gide;
- 1831: La Cour des messageries, tableau-vaudeville in 1 atto, con Auguste Lecerf;
- 1831: La Dédaigneuse, commedia-vaudeville in 1 atto, con Paul Duport;
- 1832: L'Anneau, ou Départ et retour, commedia-vaudeville in 2 atti, con Lavarenne e Laurencin (P. A. Chapelle);[6]
- 1833: Le Cavalier servant, ou les Mœurs italiennes, commedia in 1 atto, mista a canti, con Paul Duport;
- 1834: Le Capitaine Roland, commedia-vaudeville in 1 atto, con Charles Varin e Desvergers;
- 1837: Le Secret d'une mère, commedia-vaudeville in un atto, con Paul Duport;
- 1838: La Dame d'honneur, opéra-comique in 1 atto, con Paul Duport, musica di Jean-Étienne Despréaux;;
- 1839: Un ménage parisien, dramma in 2 atti, con Laurencin;
- 1839: Miss Kelly, ou La Lettre et l'engagement, commedia in 1 atto e in prosa, con Paul Duport;
- 1840: Le Cent-Suisse, opéra-comique in 1 atto, con Paul Duport, musica di Napoléon Joseph Ney prince de la Moskowa;
- 1846: Sultana, opéra-comique in 1 atto, musica di Maurice Bourges
- 1846: Trénitz, vaudeville in 1 atto, con Paul Duport;

### Scritti vari
- Mimili, ou Souvenirs d’un officier français dans une vallée suisse, 1827
- Éphémérides universelles, ou Tableau religieux, politique, littéraire, scientifique et anecdotique, présentant pour chaque jour de l'année un extrait des annales de toutes les nations et de tous les siècles, 13 vol., 1828-1833
- Esquisses de la vie d'artiste, 2 vol., 1844
- Les Sept notes de la gamme, 1848